# سامانه کنترل ایچ‌وی‌ای‌سی
HVAC (مخفف Heating, Ventilation and Air Condition) یک سامانه کنترل است که تنظیمات را بر روی سامانه گرمایشی و/ یا تهویه مطبوع اعمال می‌کند. معمولاً یک حسگر برای مقایسه حالت موجود (مثلاً دما) با حالت مطلوب مورد استفاده قرار می‌گیرد.

سامانه کنترل تصمیم می‌گیرد که چه عملی باید انجام شود (مثلاً فن روشن شود).

## کنترل دیجیتال مستقیم (DDC)
کنترل کننده‌های مرکزی و بیشتر واحدهای کنترل قابل برنامه‌ریزی نیستند. به این معنا که کد برنامه کنترل دیجیتال مستقیم قابل سفارشی‌سازی برای کاربرد موردنظر نیست. ویژگی‌های برنامه شامل جدول زمانی، تنظیمات، کنترل‌کننده‌ها، منطق، زمان‌سنج‌ها، فهرست رویدادها و هشدارها می‌شود. واحدهای کنترل معمولاً دارای ورودی‌های آنالوگ و دیجیتال اند که امکان اندازه‌گیری متغییرها (دما، رطوبت یا فشار) را می‌دهند و همچنین دارای خروجی‌های آنالوگ و دیجیتال برای کنترل واسطه انتقال (آب گرم و سرد یا بخار) اند. ورودی‌های دیجیتال معمولاً اتصال‌های (خشک) از دستگاه‌های کنترل و ورودی‌های آنالوگ معمولاً یک ولتاژ با مقدار جریان دستگاه اندازه گیرنده یک متغیر (دما، رطوبت، سرعت و فشار) است. خروجی‌های دیجتال معمولاً کنتاکت‌های رله هستند که برای راه‌اندازی و توقف تجهیزات به کار می‌روند و خروجی‌های آنالوگ معمولاً ولتاژ یا سیگنال‌های جریان هستند که برای کنترل حرکت دستگاه‌های کنترل واسطه (آب/هوا/ بخار) مانند شیرها، دمپرها و موتورها به کار می‌رود.
گروه‌هایی از کنترل کننده‌های DDC، شبکه شده یا نشده، خود یک لایه از سامانه را تشکیل می‌دهند. این زیر سامانه برای کارایابی و عملکرد کلی سامانه HVAC حیاتی است. سامانه DDC مغز سامانه HVAC است. این لایه جایگاه هر دمپر و شیر را مشخص می‌کند. این لایه مشخص می‌کند که کدام فن، پمپ و چیلر با چه سرعت یا ظرفیتی کار کند. با این هوش قابل برنامه‌ریزی در این مغز ما به سمت مفهوم اتوماسیون ساختمان حرکت می‌کنیم.

## سامانه اتوماسیون ساختمان (BAS)
سامانه‌های HVAC پیچده تر می‌توانند به سامانه اتوماسیون ساختمان متصل شوند تا صاحبان ساختمان بتوانند کنترل بیشتری روی واحدهای گرمایشی و سرمایشی داشته باشند.
صاحب ساختمان می‌تواند سامانه را بازدید کرده و به هشدارهای سامانه از همان محل یا مکان‌های دور پاسخ دهد. سامانه می‌تواند برای سکونت برنامه‌ریزی شود یا تنظیمات می‌تواند از طریق BAS تغییر یابد. بعضی اوقات BAS مستقیماً اجزای HVAC را کنترل می‌کنند. بسته به BAS رابط‌های مختلفی قابل استفاده است.

## تاریخچه
این طبیعی بود که اولین کنترل کننده‌های HVAC هوایی باشند تا این که مهندسان کنترل سیالات را یافتند؛ بنابراین مهندسان مکانیک توانستند تجربه خود در مورد ویژگی‌های بخار و هوا را برای کنترل جریان هوای سرد یا گرم به کار گیرند.
بعد از آنکه کنترل جریان هوا و دما استاندارد شد استفاده از رله‌های الکترو مکانیکی در ladder logie برای روشن کردن دمپرها استاندارد شد. سرانجام رله‌ها به کلیدهای الکترونیکی تبدیل شدند چرا که در آخر ترانزیستورها توانستند بار جاری بیشتری را کنترل کنندک از ۱۹۸۵ کنترل‌های بادی نتوانستند با این فناوری جدید رقابت کنند اگر چه سامانه‌های کنترل بادی (بعضی اوقات با قدمت چند دهه) هنوز در بسیاری از ساختمان‌های قدیمی متداول است.
از سال ۲۰۰۰ کنترل کنندهای کامپیوتری متداول شدند. امروزه، برخی از این سامانه‌ها از طریق مرور گرها وب قابل کنترل اند که حضور در ساختمان محل تجهیزات HVAC را برطرف می‌کند. این باعث می‌شود صرفه‌جویی‌های مقیاسی به وجود آید چرا که یک مرکز کنترل می‌تواند چندیدن ساختمان را بازبینی کند.